# Afganiec
Afganiec – pustynny, gorący i suchy, południowo-zachodni lokalny wiatr, wiejący w środkowej Azji na pograniczu afgańsko-tadżyckim w górnym biegu Amu-darii. Latem często wywołuje burze piaskowe. Prędkość 17-25 m/s. W Termez wieje przez 40 do 70 dni w roku.